# 沃茲沃思 (內華達州)
沃茲沃思（英語：Wadsworth）是位於美國內華達州瓦肖縣的普查規定居民點。

## 歷史
沃茲沃思的郵局自1868年營運至今。

## 人口
根據2020年美國人口普查的數據，沃茲沃思的面積為9.61平方千米，皆為陸地。當地共有人口991人，而人口密度為每平方千米103.12人。